# كريستي جاكوب
كريستي جاكوب (بالإنجليزية: Christy Jacob)‏ هو لاعب قذف أيرلندي، ولد في 1944.